# 2014年冬季奧林匹克運動會塞爾維亞代表團
2014年冬季奧林匹克運動會塞爾維亞代表團是塞爾維亞派出的2014年冬季奧林匹克運動會代表團，共有八名運動員參與五項目賽事。

## 外部連結
- Serbia at the 2014 Winter Olympics（页面存档备份，存于）